# Рай-Семёновское
О деревне см. Райсемёновское
«Рай-Семёновское» — усадьба, созданная гофмаршалом Александром Петровичем Нащокиным (1758—1838) на правом берегу реки Нара, в деревне Семёновское (ныне Райсемёновское) Серпуховского уезда Московской губернии.
Деревня Семёновское принадлежала роду Нащокиных с допетровского времени; среди её владельцев числился выдающийся дипломат Афанасий Ордин-Нащокин. В 1765 г. состоятельный помещик П. Ф. Нащокин (впоследствии опекун Московского воспитательного дома) начал возведение огромного и пышно украшенного, по сельским меркам, храма Спаса Нерукотворного. В 1774—1783 гг. строительство курировал лично М. Ф. Казаков. Внутри был установлен по его эскизу «золотисто-коричневый, редкой красоты мраморный иконостас». Отделка произведена из местного известняка, также напоминавшего по виду мрамор.
На рубеже XVIII и XIX вв. Александр Нащокин, распорядитель двора Павла I (и будущий тесть пушкинского приятеля П. В. Нащокина), строит в отцовском поместье «виллу в итальянском вкусе» и разбивает обширный пейзажный парк, который двумя террасами спускается к берегу Нары. Четыре служебных корпуса образовали с главным домом «показной» двор в форме квадрата. Усадьба в Семёновском получила пасторальное название «Рай» — во избежание путаницы с соседней «Отрадой» в деревне Семёновское графов Орловых.
Мемуарист Д. Н. Свербеев оставил описание поместья Нащокина — человека, у которого «было чрезвычайно много вкуса, много вначале денег, а ещё больше тщеславия». Широкое гостеприимство хозяина Райсемёновского довольно быстро расстроило его денежные дела. Предприимчивый Нащокин принялся искать способы извлечения дохода из своего имения. Вскоре профессор Ф. Рейс убедил его в том, что местные железистые источники способны превратить Рай-Семёновское в «русский Баден-Баден».

Уже в 1803 г. Нащокин открывает в своей усадьбе первый в России частный курорт с тремя улицами, на которых стояли гостиница, здание ванн и 27 домов (ныне утрачены). Над источниками были поставлены «храмы» (открытые беседки). В липовом парке развлекали публику крепостные актёры («зелёный театр»). В «зверинце» на окраине парка держали диких коз. В рекламных целях была отпечатана брошюра «Чудесное исцеление, или Путешествие к водам Спасителя в село Рай-Семёновское», составленная, очевидно, самим Нащокиным. 
Несмотря на все усилия владельца, нащокинская водолечебница, как и аналогичный проект князя Шаховского в Нескучном, не смогла привлечь внимание русской публики, которая упорно продолжала ездить на воды в Европу. В усадьбе бывали главным образом близкие знакомые хозяина, не желавшие платить денег за постой. В 1820 г. убыточное предприятие было закрыто.
Владелец усадьбы стал жертвой своего непомерного честолюбия: над его состоянием была учреждена опека. Тем не менее он жил в своё удовольствие с крепостной татаркой; их дети от названия реки получили фамилию «Нарские». Несмотря на разорение Нащокиных, усадьба не была продана и перешла по наследству к Петру Александровичу Нащокину (1793—1864), адъютанту Михаила Павловича, картёжнику и кутиле, который увлекался псовой охотой. Как и отец с дедом, он был похоронен в Спасской церкви.
Следующим владельцем был его зять, драматург К. А. Тарновский.
Граф С. Д. Шереметев, по поручению Александра III подыскивавший подмосковную усадьбу для одного из великих князей, видел в доме Тарновских «портреты членов семьи Нащокиных, актрисы Асенковой, игрой которой когда-то увлекался Пётр Александрович, портрет знаменитого дипломата XVII века Ордын-Нащокина; на письменном столе лежал футляр с надписью „Горе от ума“, в нём, как заявил Тарновский, хранилось 11 кинжалов, одним из которых был убит Александр Сергеевич Грибоедов в Тегеране в 1829 году».
Начиная с 1900 года имением, обременённым 100-тысячным долгом, владел местный фабрикант Диомид Хутарев. Он варварски перестроил господский дом с двусветным залом: отличавший его бельведер был снесён, само здание обезличено. Только по периметру круглого зала уцелели ионические колонны. В продолжение XX века усадьба была заброшена и пришла в запустение. Все парковые павильоны утрачены.
В 2007 г. поставлена на государственный учёт как памятник истории и культуры (местная категория охраны).
5 декабря 2021 года в главном здании усадьбы произошел пожар, который его практически полностью уничтожил.

## Галерея
- Вход на территорию
- Следы фонтана перед домом
- Спасская церковь
- Надгробие